# Tadao Horie
Tadao Horie (japonsko 堀江 忠男), japonski nogometaš, 13. september 1913, Šizuoka, Japonska, † 29. marec 2003.
Za japonsko reprezentanco je odigral tri uradne tekme.